# Шоу наказа
Шоу наказа (енгл. Creepshow) је америчка филмска хорор антологија из 1982. године, редитеља Џорџа Ромера и сценаристе Стивена Кинга са Халом Холбруком, Адријен Барбо, Леслијем Нилсеном, Тедом Дансоном, Томом Аткинсом и Едом Харисом у ансамблски подељеним главним улогама. Поред њих, Стивен Кинг има главну улогу у другом поглављу, док камео улоге имају Том Савини, Ричард Гир и Нед Бити. Снимање се већим делом одвијало у Питсбургу и његовим предрађима, што је уобичајено за Ромерове филмове.
Филм је сачињен из пет кратких прича: Дан очева, Усамљена смрт Џордија Верила, Нешто што ће те преплавити, Сандук и Они ти се успужу! Две су адаптација прича које је Кинг раније објавио, а остатак је написао посебно за филм. Шоу наказа је омаж хорор стриповима издавачке куће EC Comics из 1950-их. Добио је позитивне оцене критичара и публике, али и остварио зараду од преко 20 милиона долара. Био је номинован за Награду Сатурн за најбољи хорор филм, али је изгубио од Полтергајста.
Филм је премијерно приказан 16. маја 1982, на Филмском фестивалу у Кану, док је продукцијска кућа Ворнер брос започела биоскопско приказивање 10. новембра 1982. Добио је два наставка, од којих је први, који су такође радили Ромеро и Кинг, објављен 1987. под насловом Шоу наказа 2.

## Радња
Стен Хопкинс не дозвољава свом 9-годишњем сину Билију да чита хорор стрипове Шоу наказа, називајући их „хорор смећем”. Након што му их одузме и баци у ђубре, Били одлази на спавање и пожели да његов отац труне у паклу. Он убрзо чује чудан звук на свом прозору. Испоставља се да је то једна од наказа из његових стрипова, која му враћа стрип са следећим причама: Дан очева, Усамљена смрт Џордија Верила, Нешто што ће те преплавити, Сандук и Они ти се успужу! Остатак филма прати сваку од наведених прича.

## Улоге
| Глумац          | Улога               |
| --------------- | ------------------- |
| Хал Холбрук     | Хенри Нортуп        |
| Адријен Барбо   | Вилма „Били” Нортуп |
| Лесли Нилсен    | Ричард Викерс       |
| Стивен Кинг     | Џорди Верил         |
| Тед Дансон      | Хари Вентворт       |
| Том Аткинс      | Стен Хопкинс        |
| Ед Харис        | Ханк Блејн          |
| Џо Кинг         | Били Хопкинс        |
| Том Савини      | ђубретар            |
| Е. Џ. Маршал    | Апсон Прат          |
| Гејлен Рос      | Беки Викерс         |
| Ричард Гир      | човек на ТВ-у       |
| Џон Лормер      | Нејтан Грантам      |
| Вивека Линдфорс | Бедела Грантам      |
| Елизабет Реган  | Кас Блејн           |
| Нед Бити        | Боб Бин             |
| Ен Мафли        | Ленора Кастонмејер  |
| Кери Нај        | Силвија Грантам     |
| Фриц Вивер      | Декстер Стенли      |
| Дон Кифер       | Мајк                |
| Роберт Харпер   | Чарли Гирсон        |
| Кристин Форест  | Табита Рејмонд      |